# سانتمرا
سانتُمرا (به اسپانیایی: Santomera) یکی از شهرداری‌های کومارکای شرقی و در بخش خودمختار مورسیا در کشور اسپانیا قرار دارد. تا سال ۲۰۱۲ مساحت این شهرداری ۴۴ کیلومتر مربع و جمعیت آن  تَن می‌باشد.